# MiSaMo
MiSaMo (hangul: 미사모, japoński: ミサモ) – pierwsza podgrupa południowokoreańskiego girlsbandu Twice utworzonego przez JYP Entertainment. Grupa składa się z japońskich członkiń Twice - Momo, Sany i Miny. Grupa zadebiutowała w 2023 roku minialbumem Masterpiece.

## Nazwa
Nazwa podgrupy, MiSaMo, to kontaminacja Mina, Sana i Momo, które są imionami członkiń. Przed utworzeniem, członkinie często używały terminu „MiSaMo” w odniesieniu do siebie.

## Historia
W 2012 roku Sana i Momo pierwotnie miały zadebiutować w czteroosobowym girlsbandzie w Japonii, jednak JYP zawiesił plan z powodu pogorszenia stosunków koreańsko-japońskich w następstwie sporu Liancourt Rocks. 
W 2015 roku członkinie wzięły udział w show survivalowym Mnet, Sixteen, które miało zadecydować o składzie Twice. 
W lutym 2023 JYP ogłosiło, że MiSaMo zadebiutuje minialbumem, który będzie zawierać siedem utworów, w tym „Bouquet”, pierwotnie wydany dla serialu telewizyjnego TV Asahi, Liaison: Children's Heart Clinic. 
Grupa zorganizowała swój debiutancki pokaz zatytułowany „MiSaMo Japan Showcase 2023” przez pięć dni w Osace i Jokohamie, począwszy od 22 lipca. Na pięć koncertów sprzedano 40000 biletów z ponad 600000 wniosków o bilety.

## Członkinie
| Pseudonim   | Pseudonim | Pseudonim | Prawdziwe imię  | Prawdziwe imię | Prawdziwe imię | Data urodzenia   | Pozycje                                     |
| Latynizacja | Hangul    | Japoński  | Latynzacja      | Hangul         | Japoński       | Data urodzenia   | Pozycje                                     |
| ----------- | --------- | --------- | --------------- | -------------- | -------------- | ---------------- | ------------------------------------------- |
| Momo        | 모모      | モモ      | Hirai Momo      | 히라이모모     | 平井もも       | 9 listopada 1996 | główna tancerka, główna raperka, wokalistka |
| Sana        | 사나      | サナ      | Minatozaki Sana | 미나토자키사나 | 湊崎紗夏       | 29 grudnia 1996  | wokalistka prowadząca, tancerka prowadząca  |
| Mina        | 미나      | ミナ      | Myoui Mina      | 묘이미나       | 名井 南        | 24 marca 1997    | główna wokalistka, visual, maknae           |

## Dyskografia

### Minialbumy
| Rok  | Dane dot. albumu                                                                                                 | Najwyższa pozycja | Najwyższa pozycja | Najwyższa pozycja | Sprzedaż       | Certyfikaty             |
| Rok  | Dane dot. albumu                                                                                                 | JPN               | JPN Comb.         | JPN Hot           | Sprzedaż       | Certyfikaty             |
| ---- | --- | ----------------- | ----------------- | ----------------- | -------------- | ----------------------- |
| 2023 | Masterpiece - Wydany: 26 lipca 2023 - Wytwórnia: Warner Japan - Formaty: CD, CD+DVD, digital download, streaming | 1                 | 1                 | 1                 | - JPN: 200 819 | - RIAJ: Platynowa płyta |
| 2024 | Haute Couture - Wydany: 6 listopada 2024 - Wytwórnia: Warner Japan - Formaty: CD, digital download, streaming    | 2                 | 2                 | 2                 | - JPN: 188 178 | - RIAJ: Złota płyta     |

### Single
| Rok  | Tytuł          | Najwyższa pozycje | Najwyższa pozycje | Najwyższa pozycje | Najwyższa pozycje | Album         |
| Rok  | Tytuł          | JPN Cmb.          | JPN Hot           | NZ Hot            | US World          | Album         |
| ---- | -------------- | ----------------- | ----------------- | ----------------- | ----------------- | ------------- |
| 2023 | „Bouquet”      | 28                | 32                | –                 | –                 | Masterpiece   |
| 2023 | „Marshmallow”  | –                 | 57                | –                 | –                 | Masterpiece   |
| 2023 | „Do Not Touch” | 45                | 58                | 17                | 13                | Masterpiece   |
| 2024 | „New Look”     | 10                | 8                 | –                 | –                 | Haute Couture |
| 2024 | „Identity”     | 29                | 32                | –                 | –                 | Haute Couture |

## Filmografia

### Teledyski
| Rok  | Tytuł          | Reżyser(rzy) | Przypisy      |
| ---- | -------------- | ------------ | ------------- |
| 2023 | „Marshmallow”  | Nieznani     | [ 17 ]        |
| 2023 | „Do Not Touch” | Guzza (Kudo) | [ 18 ] [ 19 ] |